# 八仙山 (台中市)
八仙山，位於臺灣臺中市和平區博愛里與南投縣仁愛鄉新生村交界處，係雪山山脈白姑山系向西南的支脈，為大甲溪與烏溪的分水嶺。峰頂海拔2365.5公尺，立有二等三角點1547號，為臺灣中部著名之中級山、谷關七雄之首。山脊東接東八仙山，南連眉原山，以大甲溪主流或支流與唐麻丹山、東卯山、馬崙山等山相望。登山步道全線林木蓊翳，展望不佳；另一方面，亦因森林資源豐富，過去為臺灣三大林場之一的八仙山林場所在地，近年已停止伐木，林場改為八仙山國家森林遊樂區。
在日治時期的地圖中，八仙山標高為7924日尺（2401公尺），故當時取相近的8000日尺，以日語發音與「八千」相同的雅稱「八仙」（ hassen）定名，為山名的由來。

## 地貌景觀

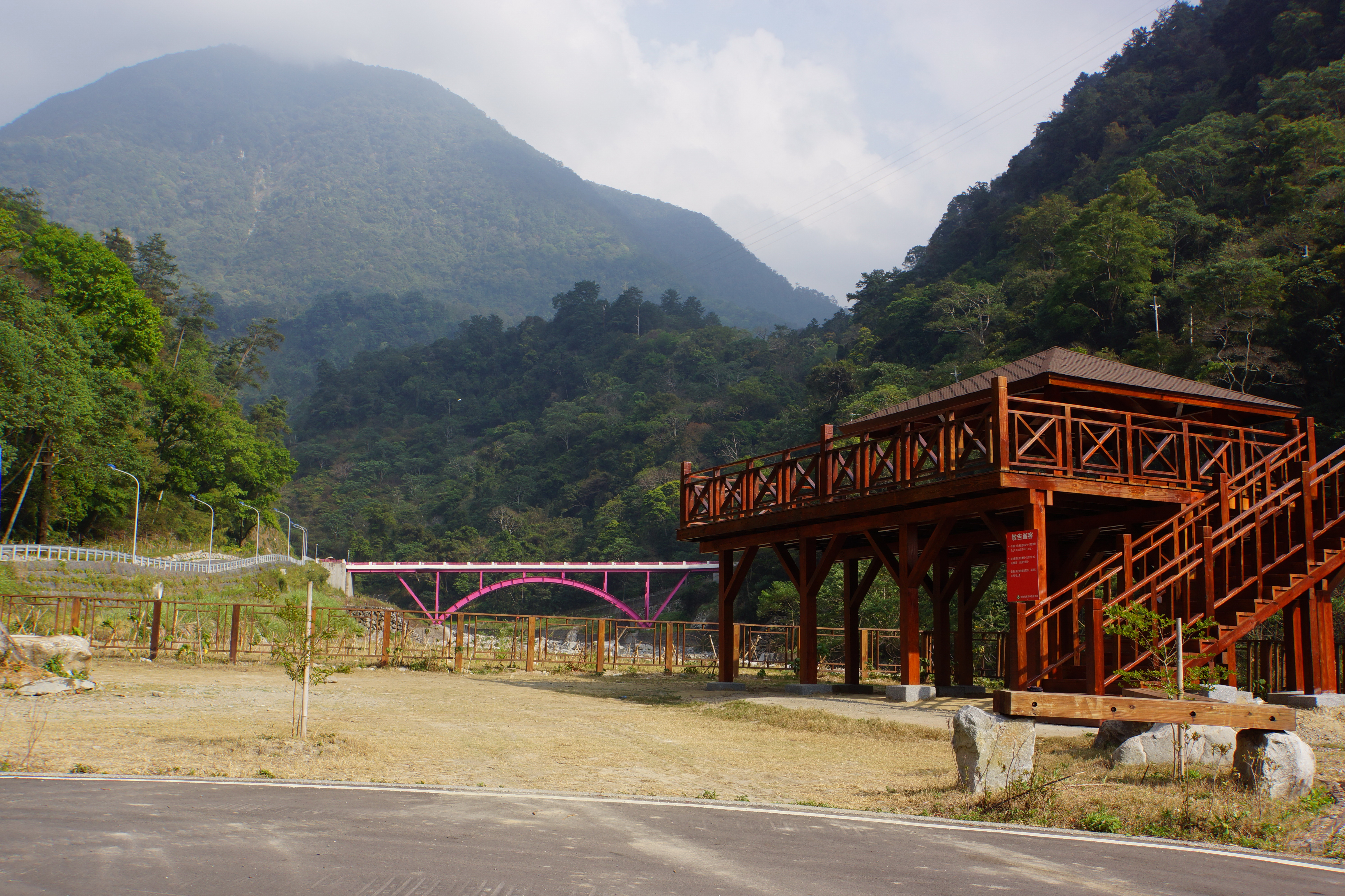
八仙山國家森林遊樂區入口，右側的山壁屬於八仙山的山脊，遠方的山頭為馬崙山。

八仙山的東西兩側皆為溪谷包圍，西側以松鶴溪與唐麻丹山相隔，西北方隔大甲溪主流與東卯山、屋我尾山相望，東北方以十文溪與馬崙山、基隆山相隔。山中植被茂密，氣候多霧而濕潤，沿登山步道攀登可見闊葉林逐漸過渡至針葉林的景觀。步道沿途少有展望，但也少有日曬，過去林業發達時於足夠空曠處可直接遠眺玉山。
今於八仙山國家森林遊樂區第二停車場的八仙山登山口附近有靜海寺，以及日治時期的神社鳥居穴遺址。

## 評選
八仙山為臺中市著名的中級山，也是谷關七雄中海拔最高的山。2003年曾由體育委員會（今體育署）選為台灣小百岳之一，但在2006年版小百岳名單中被除名。2012年，在登山家林宗聖於《台灣山岳》雜誌發起的台灣百名山票選活動中，八仙山以湯、泉入選。
1927年由《臺灣日日新報》舉辦的票選活動中，八仙山獲民眾選為臺灣八景之一，當時在八仙山北麓的佳保臺立有「臺灣八景入選紀念碑」，戰後初期一度遭到毀棄，僅存石砌基座，後由大甲林區管理處（今農業部林業及自然保育署臺中分署鞍馬山工作站）於原址補立。

## 八仙山八景
日治時期的八仙山也有自己的「八仙山八景」，分別為小坂原、久良栖社、見返瀧、岩松山、合流峽、佳保溪谷、斜頭角、菊地台。
- 小坂原：今下博愛公車站旁溪床。
- 久良社：今松鶴部落，從久良栖至佳保台途中，依序有見返瀧、躑躅山、岩松山、白毛富士等。
- 見返瀧：佳保台山西北麓的瀑布。
- 岩松山：麗陽營區後方，屋我尾山前方的小山，目前為營區訓練場。
- 合流峽：大甲溪與十文溪匯流處，包含附近的峽谷地形及附近的千本松原。
- 佳保溪谷：合流峽至天籟步道，再往佳保溪上溯的路段。
- 斜頭角：鐵道的終點站，以山形特徵的命名。
- 菊地台[9]

## 外部連結
- 中華民國健行登山會（页面存档备份，存于）
- 自然步道 - 八仙山主峰步道 - 山林悠遊網（页面存档备份，存于）